# 縮時攝影
縮時攝影（英語：Time-lapse photography），亦稱為間隔攝影、曠時攝影、延时摄影，是一種將畫面拍攝頻率設定在遠低於一般觀看連續畫面所需頻率的攝影技術。
當在正常速度下播放時，便會感覺到時間經過得較快速，而產生一種流逝感。舉例而言，對一個變動中的景象以每秒一張的速度進行連續拍攝，之後以每秒30張的速度播放，那麼便會呈現出加速30倍的視覺效果。
縮時攝影可視為與高速攝影或慢動作攝影相對的攝影技術。針對人眼所能捕捉的微妙過程，例如太陽的移動、空中的繁星等等，透過縮時攝影能夠清楚、完整地呈現。縮時攝影可說是電影藝術技巧中減速攝影的極致版本，有時會與停格攝影動畫有所混淆。

## 歷史
一些常以縮時攝影拍攝的題材包括：
- 雲與天空的變化
- 植物生長及花卉開花
- 水果腐敗
- 建築物的建造過程
- 城市中的人們
- 實驗過程

縮時攝影常用於拍攝人群、交通狀況等。以此技術拍攝變化緩慢、難以察覺的題材，會產生一種流暢的視覺感受。若用以拍攝變化快速的題材，則會呈現出猛烈變化的效果。
法國的喬治·梅里愛於1897年首先將縮時攝影用於拍攝影片《家樂福歌劇院》（Carrefour De L'Opera）。而自1909年起，尚·柯曼登（Jean Comandon）與百代電影公司合作將縮時攝影運用在生物現象的紀錄上。1920年代，縮時攝影進一步由阿諾德·弗朗克運用於一系列稱做Bergfilms的影片中。
1929年到1931年，羅伊爾·萊夫透過結合縮時攝影與高放大倍率的顯微照相驚艷了當時的新聞界。但提到對縮時攝影的宣傳與普級化，則無人能與約翰·歐特博士相提並論，他投入其畢生精力於拍攝《探索頻譜》（Exploring the Spectrum）這部影片。
歐特原本的工作是一名銀行業者，以縮時攝影拍攝植物則是他的業餘愛好。1930年起，歐特購入並建立越來越多的縮時攝影相關設備，最後他建造了一個充滿植物與相機的大型溫室，當中還包含了他自己研發的自動電子控制系統，用以移動相機來追蹤生長中的植物。他以縮時攝影記錄了整個溫室中的植物以及工作中的相機，堪稱是一首縮時攝影的交響樂章，他的作品後來在1950年代的電視節目《You Asked For It》中製作成影片播出。
歐特發現改變給予植物的水量，以及溫室中光線的色溫，便能夠操縱植物的運動。某些顏色的光可以使植物開花，而其他顏色的光則使植物結果，歐特甚至發現僅只是調整光源的色溫，就能夠改變植物的性別。歐特以縮時攝影記錄花開的畫面，後來出現在迪士尼的《Secrets of Life》影片中，可說是將縮時攝影運用於現代電影及電視的先驅。歐特寫了許多本關於他的縮時攝影歷程的書，例如《My Ivory Cellar》、《Health and Light》，以及紀錄片《探索頻譜》。
英國的牛津科學電影研究所（Oxford Scientific Film Institute）是後來對縮時攝影技術進行改良與發展的主要貢獻者，該機構專精於縮時攝影及慢動作拍攝，並發展出能夠進入、穿過極小地方的攝影系統。
第一部應用縮時攝影技術所拍攝的電影是《失衡生活》。那是由高佛雷·雷吉奥所執導的一部非敘事電影中，包含了大量由電影攝影師朗·弗里克以縮時攝影拍攝的雲、人群以及都市。幾年後，朗·弗里克執行了一個名為「Chronos」的獨立計畫，使用IMAX相機拍攝，目前仍於Discovery HD上頻繁播出。
近期一部完全以縮時攝影手法拍攝的影片是Nate North的Silicon Valley Timelapse。

## 專門用語
縮時攝影的拍攝速率可以任意調整，從接近一般正常的拍攝速率（介於每秒24張至每秒30張），到一天僅拍攝一張，甚至一週或者更長的間隔，取決於拍攝的主題。
縮時這個詞也可以用在指涉影片中每個影像曝光時，相機快門打開的時間。在電影中，根據所使用相機系統的精細程度，兩種縮時攝影的手法可以一起運用，拍攝夜晚星星隨著地球自轉而移動的畫面便需要此二種形式，因為每一個影像皆需要有長時間的曝光以使微弱的星光能夠清楚呈現。
當縮時攝影的拍攝速率接近正常拍攝速率時，這種"溫和"形式的縮時攝影有時簡單稱做快動作或快轉。這種邊界型態的縮時攝影類似於VCR的快轉模式。透過此種拍攝手法，一個騎著單車穿越城市街道的男人，會呈現出如賽車般的速度，且因為每一個獨立影像的曝光時間較長，其腳部的運動將出現模糊感或殘影，更加強了此一畫面給人的速度錯覺。
在電影和電視節目中，使用快動作可達到幾種目的。其中一個受歡迎的使用目的是為了達到喜劇效果。一個鬧劇式的場景可以搭配音樂以快動作手法呈現，這樣的特殊效果經常使用於早期的默劇之中。
另外一個使用快動作手法的目的，是在於使電視節目中的慢速片段能夠加速完成，以免占用節目太多的時間。舉例而言，一個居家裝潢節目中需要呈現家具搬動或替換的漫長鏡頭，若透過縮時攝影的快動作手法，便能將此過程壓縮到一個較短的時間，但卻仍然能夠讓觀眾看到整個過程。

## 縮時攝影與高畫質錄影之比較
有些人會認為縮時攝影影片是利用錄影方式記錄後再快轉而得，事實上這兩種影像記錄方式有著根本上的差異，以下為縮時攝影與一般錄影之比較，並以兩種拍攝方式在同一時間記錄同一畫面製成影片，使兩者在視覺上的差異得以一目了然。
| 比較項目         | 縮時攝影                                     | 高畫質錄影                         |
| ---------------- | -------------------------------------------- | ---------------------------------- |
| 畫質與解析度     | 1600-2000萬畫素                              | 200萬畫素                          |
| 拍攝高亮度       | 縮小光圈                                     | 受限設備調整空間小                 |
| 拍攝低亮度       | 增加曝光時間                                 | 受限設備調整空間小                 |
| 拍攝變化較快題材 | 每秒10張（非縮時攝影強項）                   | 每秒24-30張                        |
| 拍攝變化緩慢題材 | 延長拍攝間隔，儀器設定自動拍攝，不須人為操作 | 需人為持續操作                     |
| 長時間記錄       | 非連續紀錄，節省儲存空間、減少電力耗損       | 長時間累積的影像檔龐大、且耗費電力 |

## 縮時攝影如何運作
一般影片通常以每秒24個畫面的速度播映，意味著每一秒鐘有24個影像出現在螢幕上。在一般的狀況下，一台電影攝影機將以每秒24個畫面的速度拍攝記錄，由於播放速度和記錄的速度相同，螢幕上的畫面便以正常速度呈現。
即使攝影機以較慢的速度進行拍攝記錄，其播放時則仍維持在每秒24個畫面，因此呈現在螢幕上的影像便會移動得較快。若播放速度為{\displaystyle S_{proj}}，相機拍攝速度為{\displaystyle S_{cam}}，實際速度為{\displaystyle S_{act}}，則可算出感知到的速度{\displaystyle S_{perc}}。
{\displaystyle S_{perc}={\frac {S_{proj}}{S_{cam}}}\times S_{act}}
因此一部以每秒12個畫面的速度進行記錄的影片，將呈現出兩倍的速度。在每秒8~22個畫面的拍攝速度下，通常屬於快動作攝影的範疇，而比這還要低的拍攝速率則更接近縮時攝影的範圍，雖然在電影製作圈中，這些專有名詞之間的分野尚未完整地建立起來。相同的原則同樣適用於錄影或其他數位攝影技術，然而，直到最近，攝影機尚無法在可變的拍攝速度下進行影像記錄。
使用一般相機，並僅透過手動方式拍攝每個獨立的影象，可達到拍攝縮時攝影的目的。但是若要求更精準的時間間隔或增加幅度，以及連續影象之間曝光率的一致性，則必須使用與相機快門系統相連接的一種特殊裝置，稱做快門自動控制器。快門自動控制器根據影像間的一個特定時間間隔來控制相機的作動，現今已有許多消費等級的數位相機，甚至包括一些傻瓜相機都配備有快門自動控制器的相關軟硬體。某些種類的快門自動控制器可以和相機的移動控制系統相連結，使相機在拍攝縮時攝影時能夠在任何方向軸上移動，產生俯仰、平移、追蹤、跟拍等拍攝效果。Ron Fricke首先發展出此類系統，在其短片《Chronos》及電影《Baraka》中可以見到。

## 短曝光與長曝光縮時攝影

### 拍攝間隔內的曝光時間
如前所述，除了調整相機的速度之外，曝光時間與拍攝間隔之間的關係也是必須考量的重點，此一關係將影響每個畫面呈現出的運動模糊（motion blur）程度，相當於調整相機的快門角（shutter angle）所能造成的影響，此一手法也稱為慢速快門（dragging the shutter）。
一般拍攝影片用的相機每秒記錄24個影像，在每個1/24秒的過程中，曝光時間大約佔了一半，其餘時間快門則關閉，因此每個電影畫面的曝光時間一般為1/48秒（約1/50秒）。調整相機的快門角（若其設計允許），能夠改變每個畫面實際曝光的時間，從而增加或減少運動模糊的程度。

### 模糊與曝光時間
在拍攝縮時攝影時，相機係以一個特定的緩慢間隔記錄影像，例如每30秒記錄一個畫面（每秒1/30個畫面），此時快門將開啟部分時間。在短曝光縮時攝影的情況下，相較30秒的拍攝間隔時間，曝光時間仍保持一般正常情況。舉例而言，在每隔30秒拍攝一張的狀況下，每一張的曝光時間仍設定為1/50秒，這樣會因極小的快門角而造成停格動畫或黏土動畫的質感。
而在長曝光縮時攝影的情形，曝光時間將接近使用正常快門角的效果，一般而言，這代表曝光時間必須是拍攝間隔的一半，在剛才的例子中，由於拍攝間隔為30秒，因此曝光時間則為15秒，產生的影像感覺較為流暢。
曝光時間可以依據所想要的快門角效果以及拍攝間隔，利用以下公式計算而得：
曝光時間 = 快門角/ 360度x拍攝間隔
因為較難以在如此長的時間內取得恰如其分的曝光量，因此長曝光縮時攝影較不普遍，尤其是在白晝的拍攝環境下。一個曝光15秒的畫面，與一個曝光1/50秒的一般畫面相較，將接收750倍的光量，而使用減光鏡（中性密度鏡）可用以補償此一過度曝光的情形。

## 縮時攝影相機的移動
一些具有視覺震撼效果的縮時攝影影像，是在拍攝畫面的同時移動相機而完成的。舉例而言，可以把縮時攝影相機架設在移動中的車上，製造出極致的速度感。
然而，想要以縮時攝影完成一個簡單的追蹤畫面，就必須使用移動控制設備來移動相機，這個移動控制設備可以架設在攝影車（dolly）上，或以極緩慢的速度平移相機而達到類似的效果。當播放以此手法拍攝的影像時，將感覺相機以正常速度在移動，但其周圍的世界卻呈現縮時的效果，這樣的快慢並置更加強化了縮時攝影的錯覺感。
將縮時攝影的公式顛倒後，可以計算得出製造正常相機移動感受所需要的實際相機移動速度：
實際移動速度 = 相機拍攝速度 / 播放速度x感知到的速度
Baraka是首先將此手法運用到極致的電影之一，此片的導演兼攝影師Ron Fricke利用步進馬達設計出了專屬的移動控制設備來對相機進行平移、傾斜等動作。
另一種類似的手法是在每個畫面曝光時移動相機，能使整個影像產生模糊效果。若利用電腦精密控制每個畫面中與畫面間相機的運動，尤其當相機架設在一種能於空間中移動的追蹤系統上時，能夠產生特殊的模糊藝術與視覺效果。

### 相關技術
- 定格動畫
- 動作控制攝影
- 大範圍移動縮時攝影

## 高動態範圍（HDR）縮時攝影
近期縮時攝影的新發展是將高動態範圍（HDR）影像技術加入縮時攝影之中，首先對此進行實驗性創作的包括Nicholas Phillips，其在2006年7月間完成一系列11秒的短片，接著又有部分縮時攝影的狂熱者開始嘗試，Ollie Larkin和Jay Burlage都曾使用數位單眼相機配合移動控制，拍攝高解析度的HDR縮時攝影。
2008年的Silicon Valley Timelapse是首先運用此一技術拍攝的完整長度影片。
使用數位單眼相機拍攝HDR，是在三個不同曝光值下拍攝同一畫面，此組照片中的三個影像分別代表高、中、低亮度的拍攝情況，接著再把此組照片合成為單一畫面，並將多個畫面連續製成影片。
然而，以此技術拍攝的影像數量相對非常高，以30 fps的HDR（每個畫面取3個不同曝光程度的影像）影片來說，每分鐘便須要拍攝5,400個原始畫面（60 x 30 x 3）。

## 縮時攝影專用相機
縮時攝影專用相機就是能夠自動拍照並自動產生縮時影片的專用相機，這類相機的基本要件是電力必須持久，畢竟在戶外進行長時間的縮時攝影拍攝電源供應將會是一大困擾。一般來說想要長時間紀錄日出到日落的光影變化，在無外接電源的情況下相機至少要能夠拍攝12小時以上，才不會替縮時攝影任務增加負擔。

## 腳註
1. ↑  . ESO Announcement.   [12 December 2012]. （原始内容存档于2017-08-31）.

## 參看
- ICP Library of Photographers. Roman Vishniac. Grossman Publishers, New York. 1974.
- Roman Vishniac. Current Biography (1967).
- My Ivory Cellar John Ott.（1958）
- "Health and Light" John Ott.（1979）
- Exploring the Spectrum John Ott.（1973, 2008）DVD-film version available since 2008.
- Exploring the Spectrum: The Effects of Natural and Artificial Light on Living Organisms （页面存档备份，存于）

## 外部連結
- Homeland by Patrick Cheung
- Time Lapse by Nikon
- A collection of 55 timelapse video clips from the BBC natural history archive
- BBC Time lapse photography tutorial
- Time Lapse using mobile devices （页面存档备份，存于）
- timelapse.org - a community web site with timelapse video from around the world and a user forum （页面存档备份，存于）